# Spärrfärd
Spärrfärd är i Sverige en term för det färdsätt som, enligt Trafikverkets trafikbestämmelser för Järnväg (TTJ), möjliggör fordonsrörelser i valfri riktning på en spårsträcka som är avlyst för annan trafik. Andra färdsätt enligt TTJ är tågfärd och växling.

## Bakgrund
En bana är alltid byggd med ett visst säkerhetssystem, som ser till att kollisioner ej ska kunna ske, trots att flera tåg kan finnas ute på spåret. Det sker genom att säkerhetssystemet hela tiden håller reda på var varje tåg befinner sig och därmed kan säkra att ett spåravsnitt är hinderfritt. Detta säkra sätt att köra ett tåg kallas tågfärd. I vissa situationer är det dock inte möjligt att utnyttja säkerhetssystemets möjligheter, till exempel vid underhåll av banan med arbetståg eller vid testning av nya tågfordon. Man har då infört ett färdsätt, spärrfärd, där spåret spärras av för all annan trafik. Man kompenserar för de risker som avvikelse från tågfärd skapar genom att eliminera förutsättningarna för dessa risker. Färdsättet kallades tidigare vagnuttagning, men det begreppet ansågs intetsägande, och ändrades till spärrfärd i JTF 2009-06. 

## Trafikeringssystem
I ett järnvägssystem förekommer olika nivåer på säkerhetsinstallationerna. Från nästan helt automatiserade, med datoriserade ställverk, till helt manuellt hanterade spår i kapillärnätet. 2009-06 genomförde Transportstyrelsen en upprensning och definierade ett antal trafikeringssystem i Sverige:
- System F. En bana med Förenklad trafik som innebar övervakning med manuella metoder och bara en tågklarerare. Användes enbart på banan Örbyhus-Hallstavik där man bytte till System S i december 2020, sedan dess används inte längre System F.
- System H. Banor med fjärrblockering, där en tågklarerare har de hjälpmedel som krävs för att själv dirigera ett tåg. Majoriteten av alla banor i Sverige använder system H.
- System M. Banor utan fjärrblockering, där två tågklarerare gemensamt ansvarar för säker tågtrafik längs en viss sträcka genom manuella metoder. Utgöres av mindre banor med lite trafik, ofta icke elektrifierade.
- System S. Banor som ej får trafikeras av tåg, endast av spärrfärder. I regel endast för godstrafik (undantag se nedan). Kallades tidigare VUT-banor efter färdsättet som tidigare hette vagnuttagning (före 2009-06)
- System R. Banor med radioblockering. Finns endast mellan Linköping och Rimforsa på Stångådalsbanan och mellan Bjärka Säby och Jenny utanför Västervik på Tjustbanan.
- System E1. Banor försedda med ERTMS nivå 1.
- System E2. Banor försedda med ERTMS nivå 2.
- System E3. Banor försedda med ERTMS nivå 3.

Spärrfärder kan ske i alla trafikeringssystem och hanteras olika i de olika systemen.

## Karakteristiskt för spärrfärder
- Endast en rörelse åt gången.
- Ofta har banan förbindelse med andra banor bara i en punkt.
- Spärrfärdsättet (rälsfordonen i tåget) kan, till skillnad från vid tågfärd, vara både av typen storfordon, d.v.s. kortsluter med säkerhet spårledningar och av typen småfordon som ej kortsluter spårledningarna.
- Spärrfärden kan gå i bägge riktningarna. Man kör ut till en arbetsplats och backar sedan tillbaka.
- Spärrfärden avser bara ena spåret vid flerspår.
- Spärrfärder kan avse fordon som ska bärga tåg som fått tekniskt fel (eller fel på kontaktledningen eller annat). Detta är en mer riskabel spärrfärd och det har förekommit kollisioner mellan sådana tåg.[3]
- Vid spärrfärden kan vagnar påskjutas framför loket, varvid en observatör längst fram står i kontakt med föraren. Spärrfärdsättet kan även delas genom bortkoppling av vagnar på spåret.
- För en spärrfärd finns alltid en tillsyningsman (som även kan vara föraren). Tillsyningsmannen har säkerhetsansvar och sköter kontakten med tågklareraren.
- Resenärer får medfölja spärrfärd bara då passagerartåg har fel och får hjälp, eller vid tillfälliga arrangemang på spärrfärdsbanor. Regelbundna persontåg får inte framföras via spärrfärd.

### Hastighet
- Spärrfärdssättets största tillåtna hastighet är den lägsta av följande hastigheter:
  - 70 km/h i system H och M.
  - 40 km/h i system S.
  - drivfordonets största tillåtna hastighet för den aktuella sträckan enligt uppgift i linjeboken.
  - största tillåtna hastighet för det långsammaste fordonet i spärrfärdssättet.
  - tillåten hastighet för den aktuella sträckan med hänsyn till spärrfärdssättets bromsförmåga.
  - tillåten hastighet med hänsyn till spärrfärdssättets axellast.
  - hastighet enligt säkerhetsorder om hastighetsnedsättning utan signalering.

## Källhänvisningar
- Transportstyrelsen, Järnvägens trafikföreskrifter (JTF), Handbok JTF.
- Trafikverket Trafikföreskrifter för trafikeringssystemen E, F och R.
- Spärrfärd E2, för ERTMS-banor
- tydal.nu JTF Sökbar i HTML